# Christian Lüscher
Pour les articles homonymes, voir Lüscher.
Christian Lüscher, né le 6 décembre 1963 à Genève (originaire du même lieu et de Muhen), est un avocat et une personnalité politique suisse, membre du parti libéral-radical. Il est député du canton de Genève au Conseil national de 2007 à 2023.

## Biographie
Christian Lüscher naît le 6 décembre 1963 à Genève. Il est originaire du même lieu et de Muhen, dans le canton d'Argovie. Il est le fils de Raymond, juriste, et Béatrice Lüscher, députée libérale au Grand Conseil du canton de Genève et maire de la commune de Troinex jusqu'à la fin des années 1990,. Il a une sœur aînée et une sœur cadette. Il est également le neveu de Peter Tschopp.
Il grandit à Troinex. Après ses écoles primaires et secondaires à Pinchat et Troinex, il obtient une maturité classique en 1983 au collège Calvin. Licencié en droit de l'Université de Genève en 1987, il est admis au Barreau en 1990. Il obtient un Master of Laws en mai 1991 à la Tulane School of Law de La Nouvelle-Orléans.
Il est marié et père de quatre enfants, dont deux d'un premier mariage. Sa seconde épouse, Marie, qu'il épouse en été 2012, est d'origine hollandaise et gestionnaire de fortune indépendante auprès de Julius Bär,. Il a été en couple quelques mois avec Lolita Morena en 2008-2009,,.
Il vit à Anières depuis la fin des années 2010.

### Parcours professionnel
Depuis 2005, il est associé dans l’étude Ziegler Poncet Grumbach, renommée successivement ZPG Ziegler Poncet Grumbach Carrard Luscher, puis CMS von Erlach Poncet,.
Il a par ailleurs été président du Servette FC et membre de l'association avocats sans frontières.
Depuis 2022, Christian Lüscher est aussi président du conseil d'administration de TradeXbank, anciennement filiale suisse du géant bancaire russe Sberbank active dans le commerce de matières premières (rachetée par Abdallah Chatila).

## Parcours politique
Christian Lüscher commence sa carrière politique au Conseil municipal de Troinex en 1999. Il est ensuite élu au Grand Conseil du canton de Genève en 2001,. Il préside en 2003 la commission législative et assume cette même année la vice-présidence de la commission judiciaire et de police. Il a présenté des rapports sur des projets tels que la loi sur la police et celle sur la médiation civile ou sur les violences domestiques.

### Conseiller national
Il est élu lors des élections fédérales du 21 octobre 2007 au Conseil national comme représentant du canton de Genève. Il est réélu le 23 octobre 2011 avec le troisième meilleur score du canton, mais échoue à récupérer un siège à la gauche au Conseil des États. Il est à nouveau réélu en 2015 et en 2019, les deux fois avec le meilleur score du canton. Il siège notamment à la Commission des affaires juridiques (CAJ, de 2007 à 2015 et depuis 2019), à la Commission de l'économie et des redevances (CER, de 2015 à 2017 et depuis 2019), à la Commission de politique extérieure (CPE, de 2011 à 2015) et à la Commission judiciaire (CJ, de 2007 à 2011 et depuis 2015).
Le 23 juillet 2009, il est présenté par son parti cantonal, aux côtés de Martine Brunschwig Graf, en vue d'une candidature pour succéder au conseiller fédéral Pascal Couchepin. Il est retenu sur le ticket final aux côtés de Didier Burkhalter. Lors de l'élection, il obtient moins de voix que ce dernier au troisième tour de scrutin et annonce le retrait de sa candidature.
Selon le journal Le Temps, il a la réputation d’être un travailleur et de bien connaître ses dossiers. Apprécié par l’UDC (il vote notamment la réélection de Christoph Blocher en 2007), il est souvent jugé populiste par la gauche.
Le 12 janvier 2021, il crée la surprise en appelant la Banque nationale suisse à verser davantage d'argent à la Confédération et aux cantons cette année en raison de la crise du coronavirus,. En juin 2022, il est au centre d'une polémique pour l'envoi de messages (selon les commentateurs : « vannes » et « privautés de langage » sans « politiquement correct »,,, contre sexisme et racisme,) dans un groupe WhatsApp privé réunissant les membres latins du PLR au Parlement,,.
De 2012 à 2020, il occupe le poste de vice-président du PLR suisse.
Il a fait savoir qu'il ne représentera pas pour un nouveau mandat en automne 2023 et mettra fin à sa carrière politique.

## Publication
- David Hofmann et Christian Lüscher, Le Code de procédure civile, Berne, Stämpfli, juin 2009, 281 p. (ISBN 9783727298486)